# اف‌اوبی

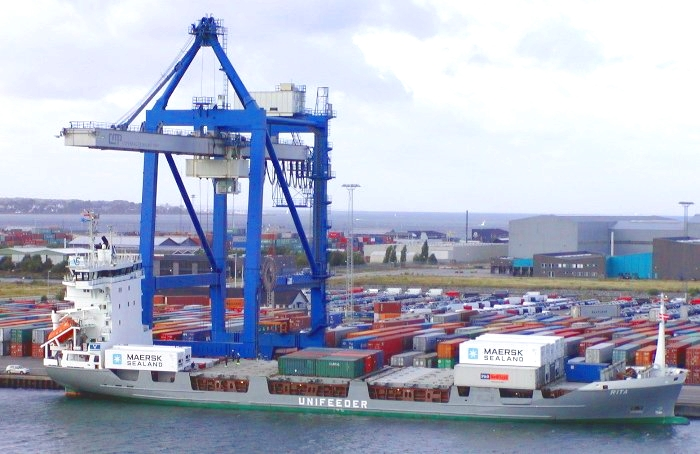
نمایی از مکان بارگیری کشتی کانتینری. بنابر قوانین بین‌المللی در شرایط اف‌اوبی فروشنده وظیفه دارد تمامی هزینه‌های کالا را تا محل حمل اصلی متقبل شود و تمامی هزینه‌های بعد از این مرحله اعم از کرایه حمل، بیمه، تعرفه‌های وارداتی و غیره را خریدار متقبل می‌شود.

اف‌اوبی (انگلیسی: FOB) یا تحویل روی عرشه، کلمه‌ای برای توصیف یک فرایند خاص از حمل‌ونقل کالاست و به معنی قیمت تا لحظه تحویل روی کشتی است. بنابر قوانین بین‌المللی در شرایط فوب فروشنده وظیفه دارد تمامی هزینه‌های کالا را تا محل حمل اصلی متقبل شود و تمامی هزینه‌های بعد از این مرحله اعم از کرایه حمل، بیمه، تعرفه‌های وارداتی و غیره را خریدار متقبل می‌شود.
تحویل کالا روی عرشه کشتی یا اف او بی؛ نوعی از قوانین اینکوترمز می‌باشد. اینکوترمز یا مقررات تجاری بین‌المللی مجموعه‌ای از قوانین از پیش تعریف‌شده تجاری است که توسط اتاق بازرگانی بین‌المللی (ICC) منتشر شده و به طور گسترده در معاملات تجاری بین‌المللی یا پروسه خریداری استفاده می‌شود. به کمک اینکوترمز سازمان‌ها قادر به برقراری معاملات تجاری آسان‌تر با طرفین مختلف از کشورهای مختلف خواهند بود.
اصطلاح «تحویل کالا روی عرشه کشتی» بدین معناست که فروشنده تحویل کالا را هنگامی به انجام می‌رساند که کالا در بندر بارگیری تعیین شده، از لبه کشتی عبور کند. به عبارتی خریدار از این لحظه به بعد باید مسئولیت کلیه مخارج کالا و خطرهای از میان رفتن یا آسیب دیدن آن را تقبل کند. اصطلاح FOB مستلزم آن است که فروشنده کالا را جهت صدور ترخیص کند. این اصطلاح فقط برای حمل و نقل از طریق دریا یا آبراه‌های داخلی کاربرد دارد.

#### لحظه پایان ریسک فروشنده
لحظه پایان ریسک فروشنده در قاعده FOB، لحظه عبور کالا از نرده کشتی و به اصطلاح عرشه کشتی است.

#### مسئولیت خریدار
مسئولیت خریدار طبق قانون فوب، عقد قرارداد حمل در بندر کشور مبدأ، بیمه و بازرسی کالا است.

#### انواع فوب
1. FOB Origin, Freight Prepaid: این شرایط به این معناست که فروشنده تمامی هزینه‌های حمل‌ونقل کالا را باید بپردازد و خریدار نیز باید هزینه بیمه را تقبل کند.
2. FOB Origin, Freight Collect: در چنین شرایطی خریدار باید تمامی ‌هزینه‌های حمل‌ونقل کالا و نیز بیمه را از مبدأ تا مقصد بپذیرد و آن‌ها را پرداخت کند.
3. FOB Origin, Freight Prepaid, & Charged Back: طبق این شرایط فروشنده هیچ وظیفه‌ای دربارۀ پرداخت هزینه‌های حمل و انتقال ندارد و هیچ هزینه‌ای را پرداخت نمی‌کند. از طرفی هزینۀ حمل را به فاکتور فروش اضافه می‌کند و خریدار موظف است، هزینه حمل را یک‌جا و کامل پرداخت کند. علاوه بر این هزینۀ بیمه نیز از مبدأ تا مقصد به عهده خریدار بوده و باید بپردازد.
4. FOB Destination, Freight Prepaid: در این شرایط خریدار مسئولیت هیچ هزینه‌ای را تقبل نمی‌کند و تمامی هزینه‌ها از حمل و انتقال گرفته تا بیمه به عهده فروشنده بوده و باید پرداخت کند.
5. FOB Destination, Freight Collect: این شرایط به معنی آن است که هزینه‌های بیمه و همچنین مسئولیت بار و امینت آن نیز به عهده فروشنده بوده و باید آن را تقبل کند. اما هزینۀ حمل‌ونقل به عهده خریدار بوده که در زمان تحویل کالا موظف است آن را پرداخت کند.
6. FOB Destination, Freight Collect, and Allowed: طبق این شرایط هزینه منتقل کردن کالا و حمل آن به عهده خریدار بوده و خود خریدار هزینه را به فاکتور اضافه می‌کند. از طرفی فروشنده نیز مسئول امنیت و سلامت کالا و بار بوده و باید آن را سالم به مقصد رسانده و تحویل دهد.